# Непорадза (округ Тренчин)
‎‎‎‎‎‎‎‎‎
Непорадза (словац. Neporadza) — село, громада округу Тренчин, Тренчинський край. Кадастрова площа громади — 14.21 км².
Населення 794 особи (станом на 31 грудня 2020 року).

## Історія
Непорадза згадується 1269 року.

## Географія
Протікає річка Ціпец.

## Населення
| Рік:            | 1994. | 2004.   | 2014.   | 2024.   |
| --------------- | ----- | ------- | ------- | ------- |
| Кількість осіб: | 835   | 773     | 797     | 802     |
| Різниця:        |       | -7,42 % | +3,10 % | +0,62 % |

| Рік:            | 2023. | 2024.   |
| --------------- | ----- | ------- |
| Кількість осіб: | 794   | 802     |
| Різниця:        |       | +1,00 % |